# Hardtberghalle
Die Hardtberghalle ist eine Sport- und Veranstaltungshalle im Bonner Stadtteil Brüser Berg (Stadtbezirk Hardtberg).
Die 1990 eröffnete Halle ist – abgesehen vom Telekom Dome – mit 60 × 33 Meter bei 9 Meter Höhe die größte und modernste der städtischen Bonner Sporthallen. Sie bietet Platz für bis zu 3.469 Zuschauer:
- 1.092 feste Tribünenplätze
- 552 Teleskoptribünenplätze
- 868 mobile Tribünenplätze
- 324 Stehplätze
- 633 variable Stuhlplätze

Die Hardtberghalle war bereits Austragungsort für hochrangige Sportveranstaltungen:
- bis 2008 Basketball-Bundesligaspiele der Telekom Baskets Bonn (jetzt im Telekom Dome)
- Deutsche Meisterschaft 2003 der Herren im Hallenhockey
- Hallenhockey-Europameisterschaft der Herren 1994
- Handball-Europameisterschaften
- Europa- und Weltmeisterschaften im Tanzen der Professionals
- Tischtennis European Masters Cup
- Kadetten-Weltmeisterschaften im Fechten
- Internationale Deutsche Einzelmeisterschaften (IDEM) im Judo
- Olympiastützpunkt Köln-Bonn-Leverkusen, Außenstelle Ringen
- Weltcup- und Grand-Prix-Veranstaltungen im Fechten
- Volleyballspiele von Rot-Weiß Röttgen und der SG Alfterer SC/SSF Bonn
- DFB-Hallenpokal der Frauen (2000 – 2008)

Koordinaten: 50° 42′ 10,1″ N, 7° 3′ 9,3″ O